# Emer (Sagengestalt)
Emer [ˈẽβ̃əɾ], auch Éimhear, Eimhear, Éimear, ist in der keltischen Mythologie Irlands eine Sagengestalt aus dem Ulster-Zyklus. Sie ist die Gattin des Haupthelden von Ulster, Cú Chulainn.

## Mythologie

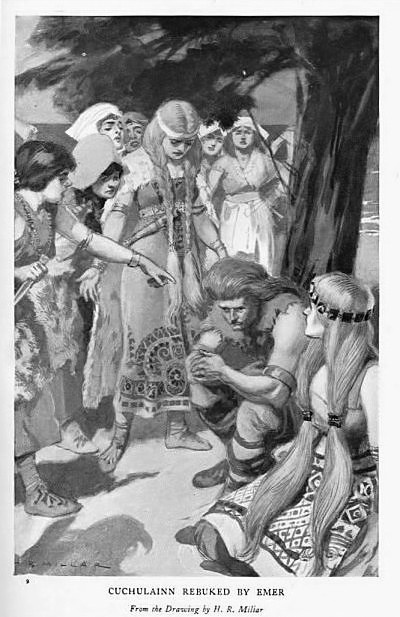
Emer holt Cú Chulainn von Fand zurück (Harold Robert Millar, Anfang des 20. Jahrhunderts)

Emer ist die Tochter Forgall Manachs (auch Forgall Monach), des „Listenreichen“. Man sagt ihr den Besitz der sechs Gaben einer Frau nach: Schönheit, angenehme Stimme, süße Worte, Weisheit, Kunstfertigkeit im Nähen und Keuschheit. Sie ist die zentrale Figur in einigen Erzählungen aus dem Ulster-Zyklus. 
Die Sage Tochmarc Emire („Das Werben um Emer“) ist eine der remscéla („Vorerzählungen“) der Táin Bó Cuailnge („Rinderaub von Cooley“), der zentralen Erzählung aus Ulster. Das Werben Cú Chulainns wird von Emer vorerst abgelehnt, er scheint ihr zu jung, unerfahren und bartlos zu sein. Deshalb stellt sie ihm mehrere Aufgaben, von denen die wichtigste das Erlernen des Waffenhandwerks bei der Hexe Scáthach und die Bezwingung deren Feindin (oder Schwester) Aoife sind. Nach Erfüllung aller Aufgaben wird Emer seine Gemahlin.
Serglige Con Chulainn ocus oenét Emire („Cú Chulainns Krankenlager und die einzige Eifersucht Emers“), ebenfalls eine remscéla, handelt von der Liebe des Helden zur Gattin des Meeresgottes Manannan, der schönen Fand. Die Fee Fand verliebt sich in Cú Chulainn, der todkrank auf seinem Lager liegt. Erst ihre Liebe heilt ihn von der unbekannten Krankheit. Nachdem er ihrer Schwester Lí Ban gegen deren Feinde geholfen hat, darf er mit Fand das Lager teilen. Bei einem Treffen werden die beiden von Emer und ihren Dienerinnen überrascht, die drohen, Fand zu ermorden. Das Eingreifen Manannans verhindert dies, indem er allen Beteiligten einen Trank des Vergessens gibt und Fand zurück in sein Reich holt.
In der Sage Aided Oenfir Aífe („Der Tod von Aoifes einzigem Sohn“) versucht Emer vergeblich, Cú Chulainn vom Zweikampf mit seinem und Aoifes Sohn Connla abzubringen.